# Museo Militar de Elvas
El  Museo Nacional Militar de Elvas está situado en la ciudad portuguesa rayana con España, en el distrito de Portalegre en la región del Alentejo. Está tan solo a 10 km de Badajoz y alberga la mayor colección de fortificaciones-baluarte del mundo, que fueron declaradas Patrimonio de la Humanidad por la Unesco el 30 de junio de 2012, así como todo el centro histórico de la ciudad.

## Eurociudad Badajoz-Elvas
La supresión de los controles de fronteras con Portugal, por el Acuerdo de Schengen, ha dado un nuevo empuje a esta ciudad fronteriza. Elvas es actualmente una ciudad en constante desarrollo. Debido a la corta distancia de la ciudad de Badajoz, los elvenses y pacenses suelen vivir como si fueran una sola ciudad, siendo que los portugueses suelen ir de compras a España y los segundos visitan la ciudad y disfrutan de su gastronomía. Situación que quedó plasmada jurídicamente en 2013 al crearse la Eurociudad Badajoz-Elvas para impulsar el crecimiento conjunto y compartir infraestructuras a ambos lados de La Raya. Una gran parte de los visitantes del Museo Militar son españoles y, entre ellos, la mayoría son pacenses.

## Historia

### Cuartel de Casarão

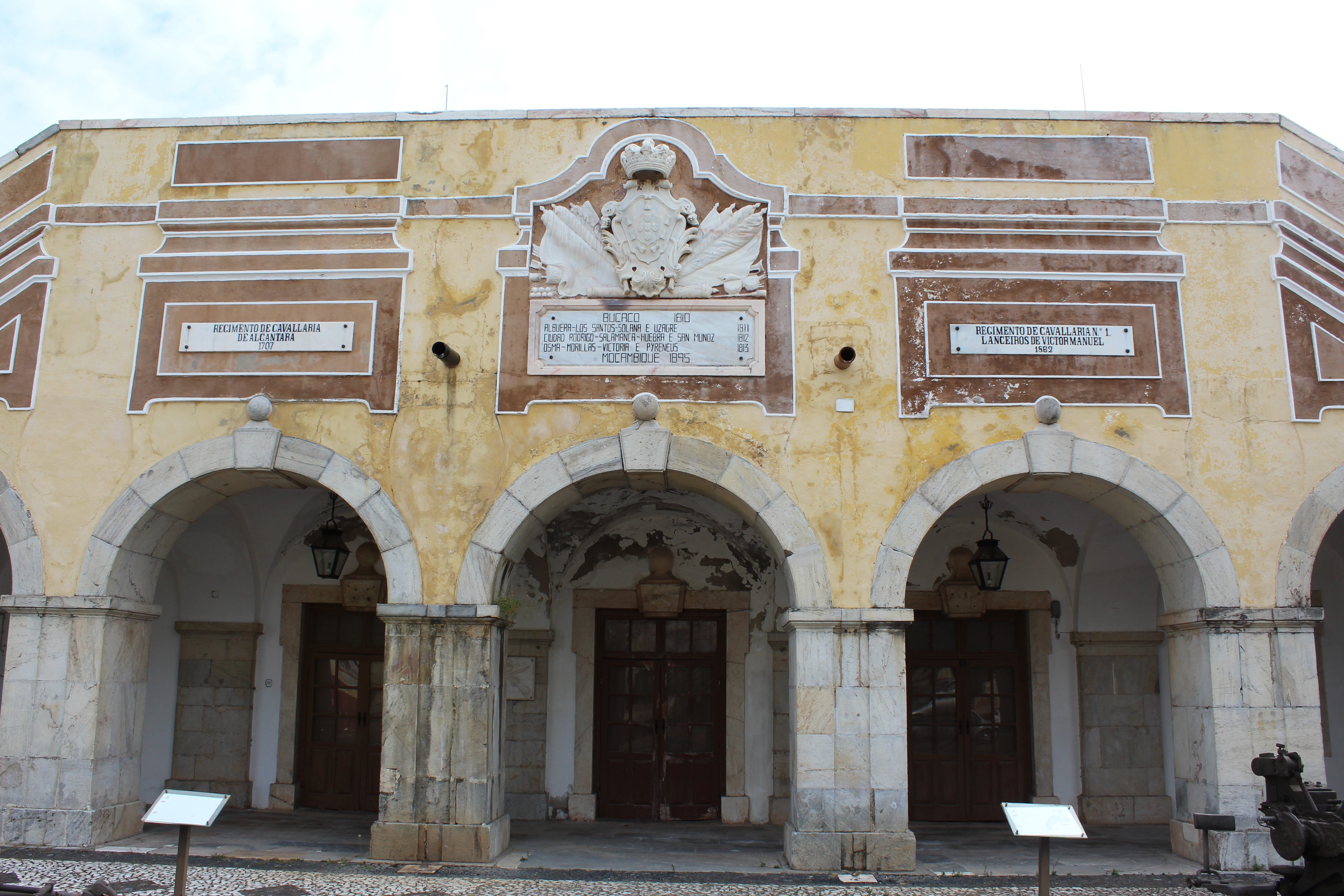
Fachada del antiguo edificio de mando del Cuartel de Casarão.

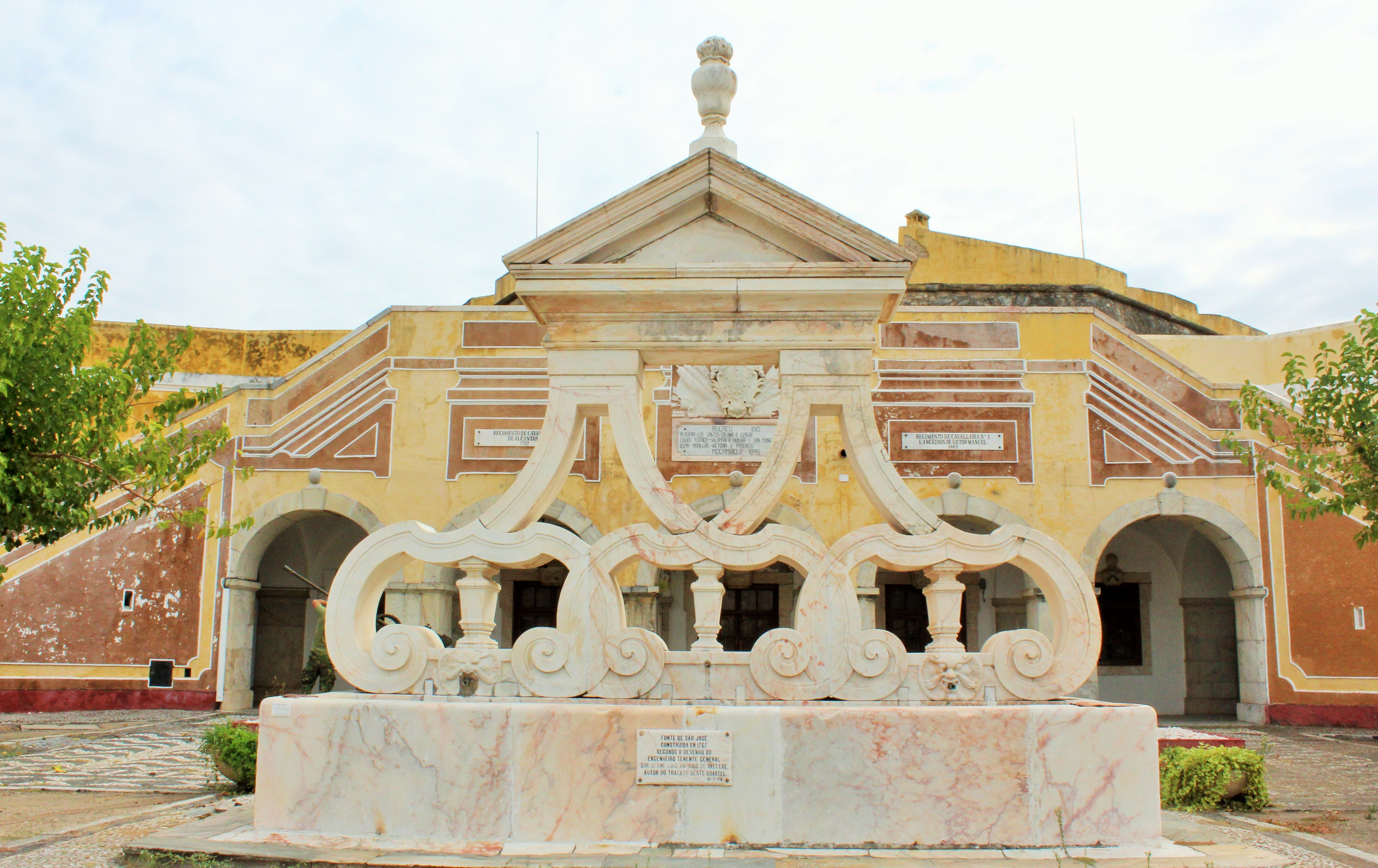
Fuente de San José, de 1767, frente al edificio de mando.

El Museo Militar está ubicado en la parte oriental de Elvas, en el «Cuartel de Casarão». En el año 1762 le encargaron a Federico Guilherme Ernesto, conde de Schaumbuerg-Lippe, la reforma del Ejército portugués como consecuencia de los Pactos de Familia, concretamente en el «Tercer pacto». Por lo que respecta a Elvas, mandó construir el «Fuerte de Nossa Senhora da Graça» en una importante elevación del terreno a unos dos km al norte de Elvas, y el Cuartel de Casarão. El nombre del cuartel se puso como recuerdo a un edificio de grandes dimensiones que  Cosmander, jesuita holandés ordenó demoler en el siglo XVII. La construcción de este cuartel fue dirigida por el coronel de artillería Guillaume-Louis-Antoine de Valleré que inició las obras en el año 1767. Los dos tramos de casernas que unen el «Baluarte da Porta Velha» con el de Casarão, y este con el semi-baluarte de «Santo Domingo». Estos dos tramos de casernas disponen de dos poternas se unen en el edificio de mando, que tiene delante de él una fuente monumental, toda ella de mármol, llamada «Fuente de San José» cuya edificación está atribuida al propio Guillaume-Louis-Antoine de Valeré. El cuartel fue sede del Regimiento de Infantería n.º 8, que fue la última unidad en lo utilizó, en el año 2006.

### Tipo de construcción y uso
Se construyeron 46 casernas de planta rectangular muy alargadas, abovedadas y perpendiculares a los muros cortina, con una chimenea en la parte superior opuesta a la entrada. Cada pared separadora de dos casernas consecutivas tienen una puerta de comunicación en el fondo y otra cercana a la entrada exterior hacia el patio. En 1825 era el único cuartel que funcionaba como tal en la plaza de Elvas. Lo ocupaba una Compañía de Infantería n.º 20 y una de Caballería n.º 3, y aun así, los soldados que ocupaban las casernas eran la mitad de los que estaba previsto que las ocuparan. Por esa razón , muchas de ellas estaban destinadas a otros usos como almacén pero no para explosivos ya que debido a la humedad que tenían deterioraban la pólvora.

## Organización del museo
El núcleo del museo no es el solamente el de mostrar una serie de objetos expuestos como en museos canvencionales. Las partes más importantes, por dimensiones, historia, construcción y volumen son las murallas de la ciudad, de la que se dijo que era totalmente inexpugnable, y fortificaciones visitables como son el Fuerte de Santa Luzia  y el Fuerte de Graça, al sur y norte, respectivamente, de la ciudad.
Las colecciones expuestas son, entre las de su tipo, las de mayor dimensión del país. Las diferentes secciones en las que está dividido el museo son:
- Colección de elementos de tracción animal y arreos militares; esta sección pone de manifiesto la importancia que tenían los equinos en el área militar así como las piezas singulares de muchos equipamientos acoplados a ellos mediante arreos específicos.[3]
- Colección del Servicio de Salud; es una cierta continuación del anterior apartado ya que observa el complemento del apoyo equino, no solamente para la salud equina sino también para el servicio sanitario a las personas. Contiene elementos de diferentes especialidades médicas como son la veterinaria, la oftalmología, la cirugía, la Ortopedia, la rehabilitación y el área farmacéutica.[7]

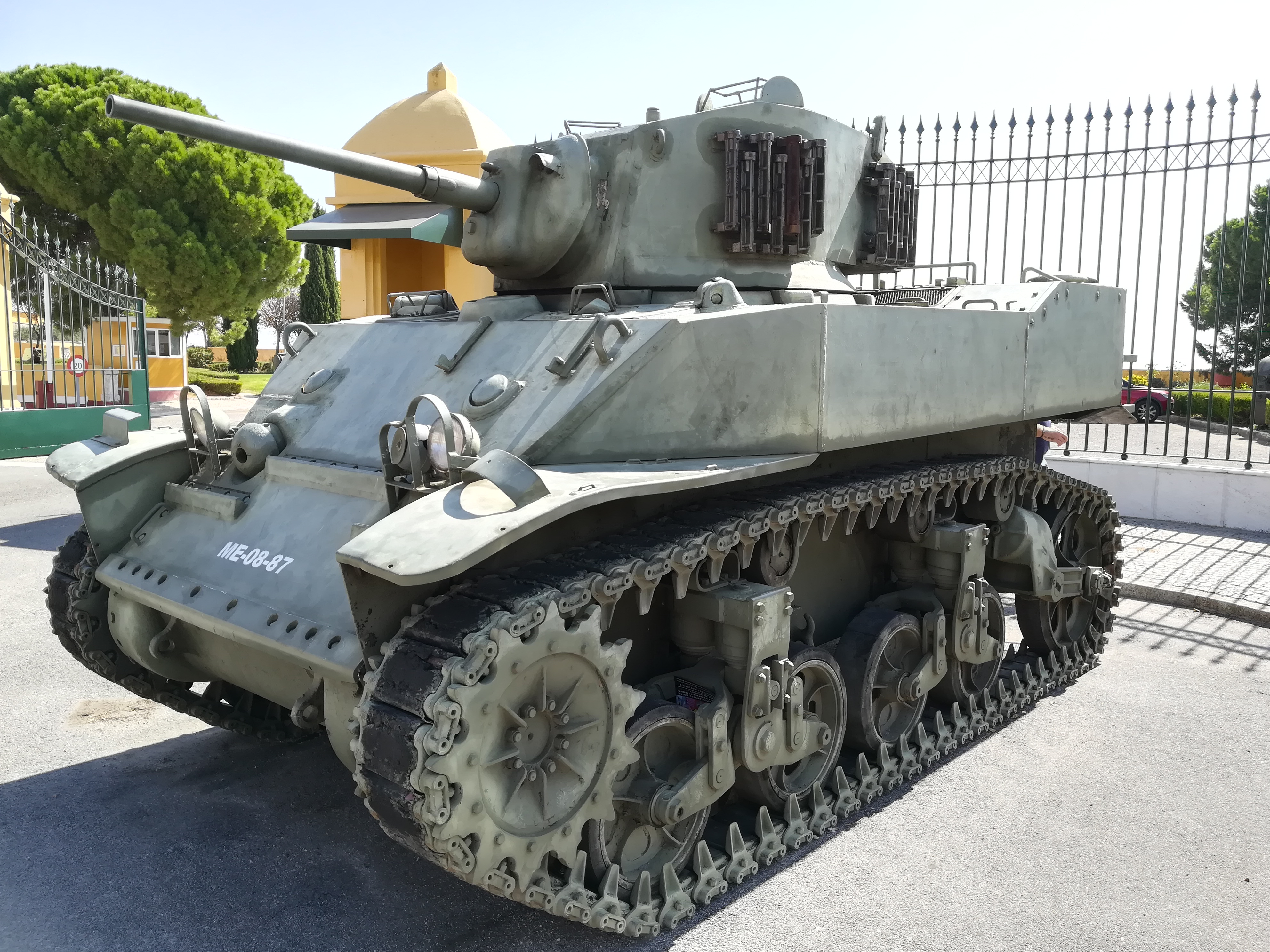
Tanque presente en la entrada del museo.

- Tanque presente en la entrada del museo.Colección de vehículos militares: Esta sección el la que abarca un espacio temporal más corto ya que el Ejército fue motorizando totalmente a partir de la década de los 40. Sin embargo contiene piezas de gran valor histórico como son el carro de combate M5-AI-Stuart, modelo 1942, o el emblemático M47 Patton y vehículos tácticos de ruedas como el Unimog 411, empleado en las campañas coloniales portuguesas.[8]
- Colección de comunicaciones militares; la colección describe un periodo de tiempo paralelo a la propia historia de Portugal. Se inició con las señales visuales de humo, banderas o espejos que se continuaron con las señales acústicas y con las digitales de finales del siglo XX.
- Centro de interpretación del patrimonio de Elvas Ayuntamiento de Elvas; muestra una idea global de los diferentes tipos de patrimonio de esta ciudad tanto desde el punto de vista militar como el civil, religioso y arqueológico. En este Centro se muestran los motivos por los que se ha calificado a la ciudad de Elvas como Patrimonio de la Humanidad con organización de visitas adecuadas al tipo de visitante.[8]
- Centro de Animación y Formación Ecuestre de Elvas; donde se imparten clases, tanto de conocimiento de estos animales como del deporte de la hípica.[6]

## Construcciones próximas
- Castillo de Elvas
- Recinto abaluartado de Elvas

## Recintos amurallados próximos
- Recinto abaluartado de Badajoz
- Alcazaba de Badajoz
- Campomayaior
- Olivenza
- Alburquerque